# Charnwood Beacons
I Charnwood Beacons sono stati una squadra di football americano di Loughborough, in Gran Bretagna. Fondati nel 1986, hanno partecipato alla UKAFL. Sono stati assorbiti dai Nottingham Crusaders nel 1993.